# Наблюдение (процедура банкротства)
Наблюдение — процедура, предшествующая банкротству, применяемая к должнику в целях обеспечения сохранности имущества должника, проведения анализа финансового состояния должника, составления реестра требований кредиторов и проведения первого собрания кредиторов.
Целью процедуры наблюдения является обеспечение сохранности имущества должника и проведения анализа финансового состояния должника. Тем самым должнику предоставляется возможность работать без долгов, что способствует изучению истинной картины возможности восстановления платежеспособности и продолжения деятельности должника, установление реального срока такого восстановления. На этот период назначается временный управляющий.

## Временный управляющий
Не менее важная задача наблюдения — принятие эффективных мер по сохранению имущества должника.

В период наблюдения выявляется размер требований кредиторов, определяются конкурсные кредиторы и количество голосов, принадлежащих каждому кредитору на собрании кредиторов. Наблюдение заканчивается в момент вынесения соответствующего решения (определения) арбитражного суда по существу рассматриваемого дела либо о прекращении производства по делу в случаях, предусмотренных законом. Работа, проведенная в период наблюдения, является необходимой основой для проведения иных назначаемых арбитражным судом процедур банкротства.

Анализ финансового состояния должника — одна из важнейших обязанностей временного управляющего, определяющих основное содержание процедуры наблюдения. Анализ финансового состояния должника проводится в целях определения достаточности принадлежащего должнику имущества для покрытия судебных расходов, расходов на выплату вознаграждения арбитражным управляющим, а также возможности или невозможности восстановления платежеспособности должника, и для определения наличия признаков фиктивного и преднамеренного банкротства. Проведение такого анализа дает возможность предложить конкретные меры по восстановлению платежеспособности должника либо сделать однозначный вывод о невозможности её восстановления.

## Процедура
Наблюдение вводится с даты принятия арбитражным судом заявления кредиторов к производству или по результату рассмотрения арбитражным судом обоснованности требований заявителя. Основное содержание наблюдения:
- обеспечение сохранности имущества
- составление реестра требования кредиторов
- проведение первого собрания кредиторов

Также приостанавливается исполнение исполнительных документов по имущественным взысканиям; запрещается выдел доли одного из дольщиков юридического лица; назначается временный управляющий; запрещается принятие органами юридического лица решения о банкротстве юридического лица и т. д.
В ст. 71 Закона о банкротстве 2002 года предусмотрено, что для целей участия в первом собрании кредиторов кредиторы вправе предъявить свои требования к должнику в течение 30 дней со дня опубликования сообщения о введении процедуры наблюдения. Если кредиторы предъявили требования к должнику по истечении 30 дней со дня опубликования сообщения о введении процедуры наблюдения, то эти требования подлежат рассмотрению арбитражным судом после введения процедуры банкротства, следующей за процедурой наблюдения. 
В свою очередь должник вправе представить свои возражения в течение 15 дней со дня истечения срока для предъявления требований по требованиям кредиторов.
Рассмотрев предъявленные кредиторами требования, арбитражный суд устанавливает основания для включения данных требований в реестр кредиторов и выносит определение о включении или об отказе во включении требований в реестр требований кредиторов.
В соответствии со ст.72 Закона о банкротстве временный управляющий назначает дату проведения первого собрания кредиторов и уведомляет об этом всех выявленных конкурсных кредиторов, уполномоченные органы, представителей работников должника, а также иных лиц, которые имеют право принимать участие в собрании кредиторов. Следует учитывать, что первое собрание кредиторов должно состояться не позднее чем за 10 дней до даты окончания процедуры наблюдения.
На первом собрании кредиторов решаются следующие вопросы:
- принятие решения о введении финансового оздоровления и об обращении в арбитражный суд с соответствующим ходатайством;
- принятие решения о введении внешнего управления и об обращении в арбитражный суд с соответствующим ходатайством;
- принятие решения об обращении в арбитражный суд с ходатайством о признании должника банкротом и об открытии конкурсного производства;
- образование комитета кредиторов, определение количественного состава и полномочий комитета кредиторов, избрание членов комитета кредиторов;
- определение дополнительных требований к кандидатурам административного управляющего, внешнего управляющего, конкурсного управляющего;
- определение кандидатуры арбитражного управляющего или саморегулируемой организации, из числа членов которой должен быть утвержден арбитражный управляющий;
- выбор реестродержателя из числа реестродержателей, аккредитованных саморегулируемой организацией;
- решение иных вопросов, предусмотренных Законом о несостоятельности.

## Окончание процедуры
Наблюдение заканчивается с даты начала финансового оздоровления, внешнего управления, признанием арбитражным судом юридического лица банкротом и открытием конкурсного производства или принятием мирового соглашения. При этом статьей 51 Федерального закона «О несостоятельности (банкротстве)» установлен определённый срок, в который заканчивается наблюдение — 7 месяцев с даты принятия судом заявления о признании банкротом.